# 함안 전투
함안 전투는 6.25 전쟁 초기 유엔군과 조선인민군 사이에서 벌어진 낙동강 방어선 전투의 일부로, 1950년 8월 31일부터 9월 19일까지 대한민국 함안군 인근에서 벌어진 교전이다. 이 전투는 함안 마을을 공격한 조선인민군(KPA)의 강력한 공격을 미국 육군과 대한민국 육군 병력이 대거 격퇴하면서 유엔군의 승리로 끝났다.
국
마산 전투 중 마산 방어를 맡은 미국 제24보병연대는 함안 서쪽의 능선에 따라 길게 배치되어 있었다. 조선인민군 제6사단이 함안 마을을 공격하자 미군은 이를 저지하기 위해 1주일간의 전투를 벌였다. 이 과정에서 미 24보병연대는 부진한 전투력을 보였으며, 추가 미군 병력이 투입되어 공격을 막는 데 기여했다. 조선인민군은 1950년 9월 15일 인천 상륙 작전이 시작되자 이를 막기 위해 부대를 차출했고, 1950년 9월 19일 조선인민군이 함안에서 철수하면서 함안 전투도 끝났다.

## 배경

### 낙동강 방어선
6.25 전쟁이 발발하고 북한이 남한을 침공하면서 조선인민군은 대한민국 국군과 이를 방어하기 위해 파견된 유엔군(UN)에 비해 병력과 장비에서 우위를 점했다. 조선인민군의 전술은 남쪽으로 진격하는 모든 경로에서 유엔군을 공격적으로 추격하고, 전면에서 공격하며, 부대의 양쪽 측면을 이중 포위하여 상대를 포위하고 고립시키는 방식이었다. 이러한 전술은 적군을 혼란 속에서 퇴각하게 만들고 종종 많은 장비를 뒤에 남기도록 했다. 6월 25일의 초기 공세에서부터 7월과 8월 초의 전투에 이르기까지, 조선인민군은 이러한 전술을 사용하여 유엔군을 효과적으로 격퇴하고 남쪽으로 밀어붙였다. 그러나 8월에 유엔군이 미 제8군 휘하에서 낙동강 방어선을 확립했을 때, 유엔군은 한반도에 걸쳐 연속적인 방어선을 구축하였고, 이는 조선인민군 병력이 측면을 우회할 수 없게 만들었다. 또한, 유엔군의 우수한 병참 시스템으로 인해 더 많은 병력과 보급품이 유엔군에게 제공되면서 조선인민군의 수적 우위는 점차 약화되었다.

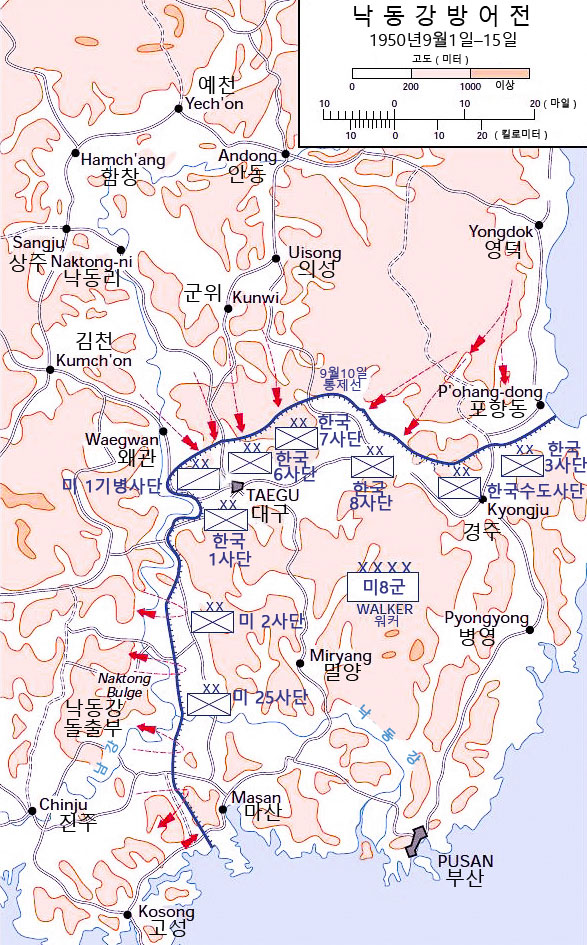
1950년 낙동강 방어선.

8월 5일, 조선인민군이 낙동강 방어선에 접근했을 때, 그들은 교두보로 들어가는 4개의 주요 접근로에서 동일한 정면 공격 전술을 시도했다. 8월 내내 조선인민군 제6사단과 이후의 제7사단은 마산 전투에서 미 제25보병사단과 교전했으며, 초기에는 유엔군의 반격을 격퇴한 뒤 금암리와 전투산에서 전투를 벌였다. 그러나 유엔군이 잘 갖춰진 장비와 충분한 예비 병력을 바탕으로 조선인민군의 공격을 반복적으로 격퇴하면서 이러한 공격은 교착 상태에 빠졌다. 마산 북쪽 낙동강 돌출부 지역에서는 조선인민군 제4사단과 미 제24보병사단이 교전했다. 제1차 낙동강 돌출부 전투에서 조선인민군 제4사단은 강을 건너 확보한 교두보를 유지하지 못했으며, 대규모 미군 예비 병력이 투입되어 이를 격퇴했다. 결국 8월 19일, 조선인민군 제4사단은 병력의 50%를 잃고 강을 넘어 후퇴할 수밖에 없었다. 대구 전투에서는 조선인민군 5개 사단이 대구를 공격하려 했으나 유엔군 3개 사단에 의해 격퇴당했다. 특히 볼링장 전투에서는 조선인민군 제13사단이 공격 중 거의 전멸하는 등 치열한 전투가 벌어졌다. 동해안에서는 조선인민군 3개 사단이 포항 전투에서 격퇴되었다.  전선 전역에서 조선인민군 병력은 이러한 패배로 인해 크게 흔들렸으며, 이는 전쟁에서 처음으로 그들의 전술이 통하지 않은 사례였다.

### 9월 대공세
새로운 공세를 계획하면서 조선인민군 지휘부는 유엔 해군의 지원 덕분에 유엔군을 측면에서 우회하려는 시도가 불가능하다고 판단했다. 대신 정면 공격을 통해 교두보를 돌파하고 이를 붕괴시키는 전략을 선택했으며, 이는 전투에서 성공을 거둘 수 있는 유일한 희망으로 여겨졌다. 소련으로부터 제공받은 정보를 통해 북한군은 유엔군이 낙동강 방어선에 병력을 증강하고 있다는 사실을 알고 있었고, 조속히 공세를 펼치지 않으면 전투에서 승리할 수 없다는 점을 인식하고 있었다. 부차적인 목표는 대구를 포위하고 그 도시에 주둔한 유엔군 부대를 격파하는 것이었다. 이를 위해 조선인민군은 먼저 대구로 가는 보급선을 차단할 계획이었다.
8월 20일, 조선인민군 지휘부는 하위 부대들에게 작전 명령을 하달했다. 이 계획은 유엔군 방어선을 향한 동시다발적인 5개 축의 공격을 요구했다. 이러한 공격은 유엔군 방어병력을 압도하여 최소한 한 곳에서 방어선을 돌파하고 유엔군을 후퇴시키려는 의도였다. 이에 따라 5개의 전투 단위가 명령을 받았다. 조선인민군 제1군단은 유엔군 방어선을 담당하던 미 제25보병사단이 있는 지역 남부에서 강력한 공격을 계획하고, 북쪽의 미 제2보병사단에 대한 공격과 이를 조율했다. 조선인민군 제6사단과 제7사단은 8월 20일 공격 명령을 받았다. 이 계획에 따르면 조선인민군 제1군단은 8월 31일 22시에 전선 전역에서 공격을 개시할 예정이었다. 조선인민군 제6사단은 가장 남쪽에 위치한 우익 측면에서 함안, 마산, 진해를 거쳐 9월 3일까지 부산에서 24km 떨어진 낙동강 삼각주 서쪽의 김해를 점령해야 했다. 이 사단의 공격 지역은 진주에서 금암리, 마산으로 이어지는 국도 남쪽으로 설정되었다. 조선인민군 제7사단은 제6사단 북쪽에 위치하며, 마산의 북쪽을 따라 공격한 후 낙동강으로 좌회전하여 제6사단과 우측에서, 조선인민군 제9사단과 좌측에서 합류할 계획이었다. 제7사단의 일부는 남강 서쪽의 의령 지역에 집중 배치되었다. 이 계획에서 제6사단은 미 제24보병연대와, 제7사단은 미 제35보병연대와 교전하게 되었다. 이 계획의 일환으로 조선인민군 제6사단은 몇 주 동안 전투산에서 제24보병연대와 교전을 벌였으나 어느 쪽도 이득을 얻지 못했다. 미 제25보병사단의 지휘관 윌리엄 B. 킨 장군은 예정된 공세를 감지하고 제24보병연대의 역량을 신뢰하지 못했기 때문에 연대의 성과를 평가하고 이를 개선하기 위한 보고서를 작성하기 시작했다.

## 전투

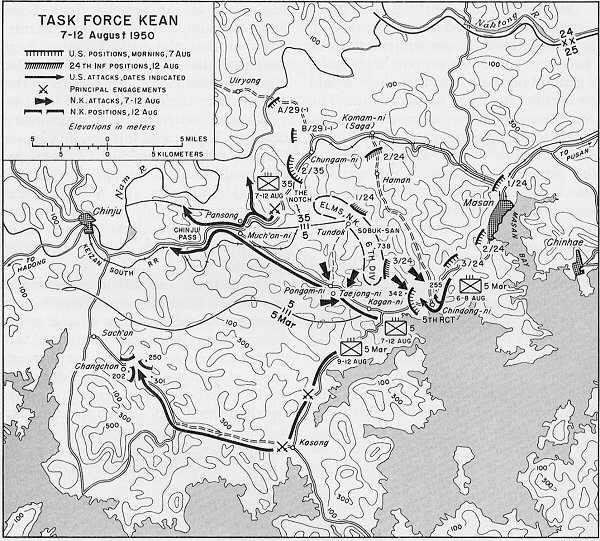
낙동강 방어선 전투 당시 마산 일대에서 미군과 조선인민군이 이동한 경로.

### 조선인민군의 공격
25사단 전선의 중앙 좌측에서 폴 F. 로버츠 중령이 지휘하는 제24연대 제2대대는 함안에서 서쪽으로 1.6km 떨어진 두 번째 능선의 정상부를 방어하고 있었다. 조선인민군 지역인 중암리에서 함안으로 이어지는 이차선 도로는 낮은 언덕의 어깨를 따라 논밭 지대를 가로질러 동쪽으로 뻗어 있었으며, 이는 진주-마산 주요 도로의 남쪽 1.6km에 위치해 있었다. 이 도로는 함안에서 서쪽으로 1.6km 떨어진 로버츠 중령의 제2대대 진지 내의 고개를 통과했다. 8월 31일 늦은 오후, 제24연대 G중대의 관측병들은 진지 앞 약 1.6km 떨어진 지점에서 북한군의 움직임을 포착했다. 이들은 즉시 두 차례의 공습을 요청했고, 이 지역은 해질녘에 타격을 받았다. 미군 포병도 이 지역에 대규모 사격을 퍼부었지만, 그 효과는 확인되지 않았다. 모든 미군 부대는 조선인민군의 공격 가능성에 대비해 경계 태세에 돌입했다.
그날 밤, 조선인민군은 UN군 전체에 대해 전면적인 공세를 개시했다. 북한군 제6사단이 가장 먼저 진격해 중암리-함안 도로의 고개 북쪽에 있던 F중대를 공격했다. 고개에 배치된 대한민국 국군 부대는 진지를 떠나 고개 남쪽에 위치한 G중대로 후퇴했다. 조선인민군은 고개에서 75mm 무반동총을 탈취해 미군 전차를 공격했으며, 이 과정에서 전차 2대가 파괴되었다. 이어서 고개의 동쪽 끝에 위치한 82mm 박격포 진지를 점령했다. 고개 남쪽에서는, 동틀 무렵 휴스턴 M. 맥머리 중위가 이끄는 소대에 69명 중 15명만 남아 있었다. 이들은 미군과 한국군 병사들로 구성된 혼합 부대였다. 새벽에 조선인민군은 이 진지를 공격했다. 조선인민군은 철조망 주변의 방치된 틈을 통해 침투해 수류탄을 던지고 기관단총으로 사격하며 빠르게 진지를 점령했다. 여러 장교와 부사관들이 병사들에게 재정비를 시도했으나 병사들은 명령을 따르지 않았다. 한 사례에서는 대한민국 국군 병사들이 철수하려는 것을 막으려던 자신들의 중대장을 살해하기도 했다.
전선 남쪽에서는 자정에 조선인민군 T-34 전차의 공격이 E중대를 강타했다. 찰스 엘리스 중위는 병사들을 재정비하려 했으나 병사들은 사격을 견디지 못하고 명령 없이 도주했다. 그날 밤, E중대 전 병력은 엘리스와 11명을 제외하고 진지를 떠났다. 몇몇 E중대 병사들은 자신들이 설치했던 지뢰밭을 지나 탈출하려다 사망했다. 날이 밝은 9월 1일, 북한군의 사격에 엘리스의 병력은 진지에 고립되었다. 그룹의 일부가 탈출을 시도하자 북한군의 기관총 사격에 사망했다. 엘리스와 남은 병사들은 2일간 진지에 머무르며 여러 차례 공격을 격퇴했다. 이후 엘리스는 부대를 이끌고 남쪽으로 철수해 제3대대 진지로 이동할 수 있었다. 철수 중, 엘리스는 이전에 지뢰 폭발로 부상을 입은 병사를 발견하고 지뢰밭으로 들어가 그를 구조했다.

### 제24보병사단의 붕괴
조선인민군의 공격이 시작되자마자 제24연대 2대대 대부분의 병력이 진지를 버리고 도주했다. 대대는 각 중대별로 강력한 공격을 받았고, 중대마다 몇십 명을 제외한 대부분의 병력이 지휘관의 명령을 무시하고 함안으로 도망쳤다. 조선인민군은 무너지는 미군 방어선을 빠르게 돌파하며 2대대 지휘소를 점령했고, 이 과정에서 여러 병사를 사살하고 대대의 장비 대부분을 파괴했다. 2대대가 붕괴되면서 함안은 조선인민군의 직접적인 공격에 노출되었다. 조선인민군이 함안을 포위하자 로버츠 중령은 대대의 남은 병력을 모아 함안 남쪽 가장자리에 도로차단선을 구축하도록 명령했다. 그러나 이 명령에 응한 병력은 단 8명에 불과했다. 2대대는 더 이상 전투를 수행할 수 없는 상태가 되었다. 일부 병력은 저항을 계속하며 격렬히 싸웠으나, 대다수는 공격을 받자마자 도주했고, 조선인민군은 이러한 미약한 저항을 우회해 함안을 포위했다.

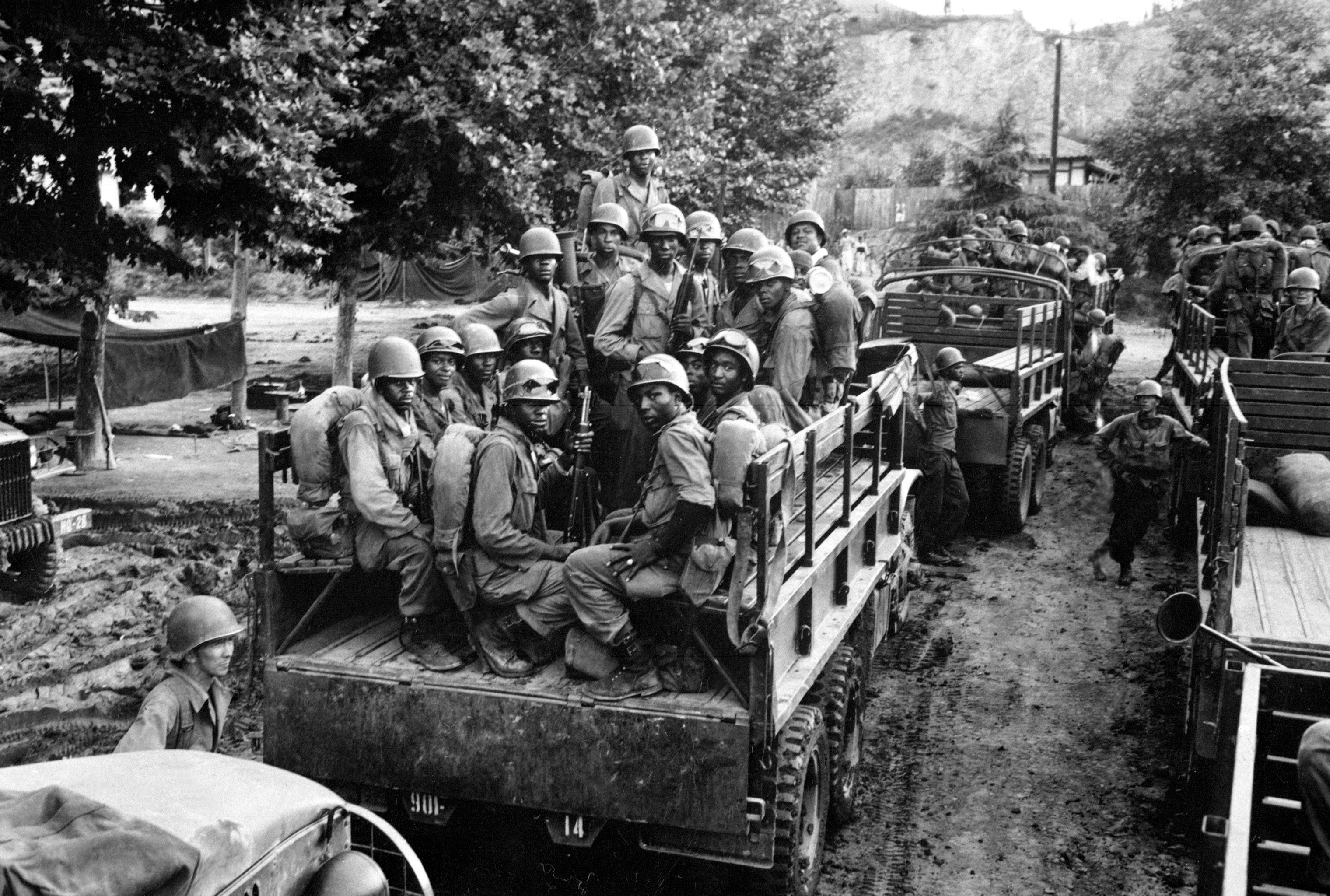
제24보병연대가 마산 전장으로 이동하고 있다.

연대장 아서 S. 챔프니 대령은 함안에 있던 제24연대 지휘소를 북동쪽으로 약 3.2km 떨어진 보급로 좁은 협곡으로 이동시켰다. 이 도로는 연대 공병들이 보급 이동을 원활하게 하기 위해 만든 것으로, 공병 도로(Engineer Road)라 불렸다. 이때 조선인민군 병력이 함안에서 1마일(약 1.6km) 떨어진 제159야전포병대대 C포대를 공격했다. 제88전차대대의 전차 2대가 이 포대를 방어하는 데 도움을 주었고, 포병들은 곡사포를 철수시켜 함안을 지나 동쪽으로 공병 도로를 통해 탈출할 수 있었다. 미군 제27보병연대와 제35보병연대는 제24연대 2대대의 붕괴를 보완하기 위해 방어선을 재편성하라는 지시를 받았다. 당시 지휘관들은 아프리카계 미국인 병사들이 부족한 전투 능력을 보였다고 비난했으나, 이후에는 방어 진지의 부실한 조직, 이미 약화된 대대의 과도한 배치, 그리고 신뢰할 수 없는 대한민국 국군 병력을 다수의 방어 공백에 투입한 것이 2대대의 빠른 붕괴 원인으로 지적되었다.

조선인민군의 주요 공격은 제24연대 3대대와 제5연대가 방어하는 남쪽 방어선에는 가해지지 않았다. 하지만 이 지역 역시 포병과 박격포 사격, 그리고 일부 견제 공격을 받았다. 9월 1일 새벽 2시경, 코를리 중령이 이끄는 3대대의 우측 방어선 전초에서 병사들은 약 600명의 조선인민군 병력이 100야드(약 91m) 거리에서 함안을 향해 이동하는 것을 목격했다. 밤새 3대대의 고지에서 바라본 함안은 불길에 휩싸인 모습이었다. 날이 밝자 대대 병사들은 약 800명의 조선인민군 병력이 함안으로 진입하는 것을 목격했다.
조선인민군이 2대대를 돌파하자, 챔프니는 함안에서 남쪽으로 4.8km 떨어진 진동리 도로에 주둔 중이던 제1대대에 반격을 명령하며 방어선을 회복하려 했다. 로버츠 중령은 혼란스러운 2대대 병력 중 40명을 모아 반격에 동참시켰고, 이 반격은 오전 7시 30분에 시작되었다. 그러나 조선인민군과 접촉하자마자 제1대대 병력은 무너져 후방으로 도주했다. 이렇게 해서 날이 밝자마자 제24연대 1대대와 2대대의 병사들은 흩어지고 혼란스러운 상태로 함안에서 동쪽으로 3.2km 떨어진 고지로 도망쳤다. 조선인민군 제6사단의 두 연대에 해당하는 병력은 함안의 방어 공백을 통해 마을을 점령하고 계속 전진했다.

### 조선인민군의 돌파
킨(Kean) 장군은 함안에서 조선인민군이 방어를 돌파하자 자신의 사단 방어선에 심각한 위협이 된다고 판단했다. 9월 1일 새벽, 킨은 미 제8군 사령관 월턴  워커(Walton S. Walker) 장군에게 전날 저녁 마산에 도착하여 여전히 제8군 예비대로 남아 있던 제27보병연대를 전부 투입할 수 있는 허가를 요청했다. 그러나 워커는 이를 거절하고, 연대의 한 대대만을 킨의 지휘 하에 배치했다. 킨은 즉시 길버트 J. 체크(Gilbert J. Check) 중령이 이끄는 제27보병연대 제1대대를 마산 근처 집결지에서 함안으로 파견했으며, 도착 즉시 제24보병연대 지휘소에 합류하도록 지시했다. 제27보병연대의 중박격포 중대 제1소대, 제89전차대대 B중대의 한 소대, 제8야전포병대대 A포대가 체크의 대대를 지원했다. 체크는 자신의 대대를 이끌고 오전 10시에 하만 동쪽 3.2km에 위치한 챔프니(Champney)의 제24보병연대 지휘소에 도착했다.
현장은 혼란으로 가득했다. 많은 병력을 실은 차량들이 후방으로 이동 중이었고, 많은 병사들이 도보로 도로를 따라 후퇴하고 있었다. 챔프니는 이 병사들을 멈추게 하고 방향을 돌리려 여러 차례 시도했으나 소용이 없었다. 인근에 떨어지는 소수의 조선인민군 박격포 포탄은 피해를 주지 않았지만, 제24보병연대와 섞여 있던 대한민국 국군 병사들이 더욱 공포에 빠져 후퇴 속도를 높이게 만들었다. 도로는 후퇴하는 병력들로 가득 차 있어 체크는 반격을 지연할 수밖에 없었다. 그가 이 지점에서 6시간을 대기하는 동안, 체크는 제24보병연대 제1대대와 제2대대 병력 중 어느 부대도 부대로서 재편성될 수 없다는 것을 확인했다. 헌병들이 병력 재편성을 시도했으나, 병사들은 심지어 총으로 위협받아도 이를 거부했다. 오후 4시, 제24보병연대 제2대대는 제27보병연대 후방에서 집결 중이었으나 겨우 150명에서 200명의 병력을 모을 수 있었다.
한편 조선인민군은 탄약, 식량, 의료 지원 등을 병사들에게 효과적으로 공급하지 못하는 심각한 병참 문제를 겪고 있었다. 동시에 수천 명의 한국인 강제 징집자들을 포함한 사단 병력 유지가 점점 어려워지고 있었다. 이로 인해 함안에서 방어 진지를 강화하는 데 큰 어려움을 겪고 있었다.

### 유엔군 반격
9월 1일 14시 45분, 킨(Kean) 장군은 제24보병연대의 진지를 복구하기 위해 즉각적인 반격을 명령했다. 30분 동안 F-51 머스탱과 F-80 슈팅스타를 포함한 미국 공군(USAF) 항공기가 함안 주변의 조선인민군 진지를 폭탄, 네이팜탄, 로켓, 기관총 사격으로 공격했다. 이들은 또한 함안 주변의 조선인민군이 점령한 능선을 공격했다. 15분간의 집중적인 포격이 뒤따랐고, 함안에서는 화재가 발생했다. 체크(Check) 중령의 보병 부대는 16시 30분 서쪽으로 진격했으며, 제79전차대대 A중대에서 지원받은 전차 소대가 함께했다. 보병을 태운 8대의 전차가 함안으로 돌진하며 공격을 주도했고, 대부분의 조선인민군 병력이 도시를 포기한 상태였기 때문에 쉽게 함안을 점령할 수 있었다. 그러나 함안 서쪽의 능선에서는 조선인민군 병력이 강력하게 방어하고 있었으며, 이들의 기관총 사격은 접근로를 쓸고 지나갔다. 조선인민군의 공격으로 전차 한 대가 파괴되고 공격하던 보병 부대도 큰 피해를 입었다. 하지만 체크의 대대는 공격을 멈추지 않았고, 18시 25분까지 함안 서쪽 460m 지점의 첫 번째 긴 능선을 확보했다. 20시까지는 함안에서 서쪽으로 1.6km 떨어진 곳의 더 높은 능선의 절반을 점령했다. 능선 나머지 부분의 정상까지 180m를 남겨둔 상태에서 보병 부대는 밤을 보내기 위해 참호를 팠다. 그들은 함안을 탈환했고, 제24보병연대의 이전 진지로 돌아가기 시작했다.

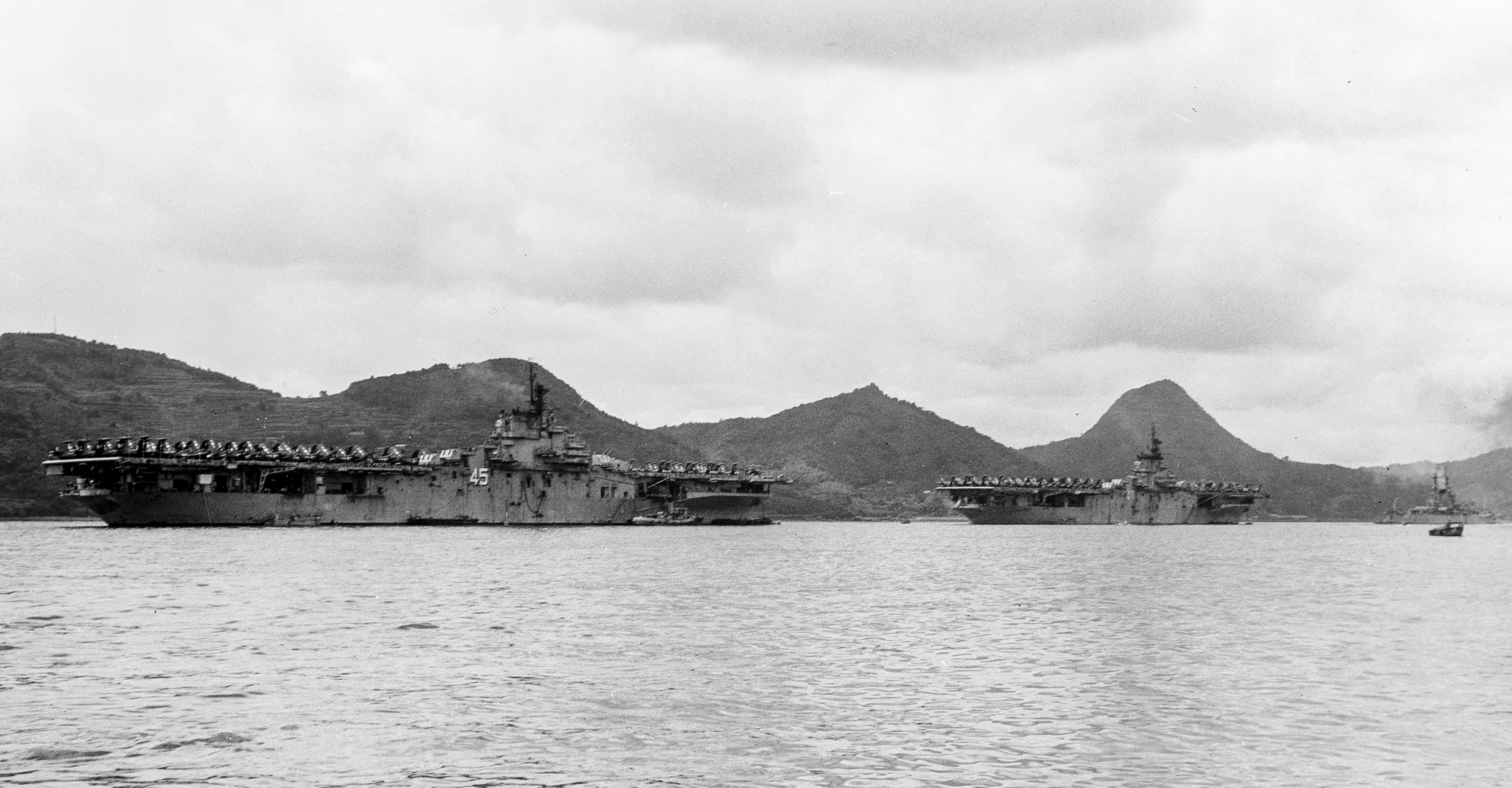
USS 밸리포지 (CV-45), USS 필리핀시 (CV-47), USS 로체스터 (CA-124) (사세보, 1950)

9월 2일 하루 종일, 공습이 조선인민군을 괴롭히며 그들의 병력 재편성과 추가적인 공격 준비를 방해했다. 일부 항공기는 320km 떨어진 황해에서 마산 전장으로 이동 중이던 USS 밸리포지와 USS 필리핀시 항공모함에서 출격했다. 10시 45분, 제8군은 킨 장군에게 제27보병연대가 미 제2보병사단 구역으로 북상할 가능성에 대비할 것을 지시했다. 함안 서쪽에서는 밤사이 조선인민군과 미군이 서로 대치했지만 추가적인 전투는 없었으며, KPA는 자신들의 위치 위로 조명을 비췄다. 후방에서는 조선인민군의 박격포 사격이 제24보병연대 지휘소를 타격했고, 이에 따라 챔프니는 지휘소를 더 후방으로 옮겨야 했다.
다음 날 아침, 짙은 지상 안개의 엄호 속에서 조선인민군이 체크 대대에 반격했다. 이는 아침 내내 이어진 격렬한 전투로 이어졌다. 네이팜탄을 이용한 공습으로 많은 조선인민군 병력이 전멸했고, 보병 부대는 능선을 확보하는 데 성공했다. 12시에는 제27보병연대 제1대대가 제24보병연대 제2대대가 이틀 전 밤에 버린 진지를 다시 확보하고 같은 참호를 사용했다. 9월 2일 동안 미 공군은 제25보병사단 구역에서 135회의 출격을 감행하며 많은 조선인민군 부대와 몇몇 전차 및 포병 장비를 파괴하고, 탄약고가 있는 세 마을을 파괴한 것으로 보고되었다.
9월 3일 이른 아침, 조선인민군은 능선을 탈환하기 위해 체크의 부대에 강력히 공격했다. 이 공격은 포병, 박격포, 전차 사격과 대대 지휘소에서 지시한 공습에 의해 맞서 싸웠다. 대대 일부는 후방 쪽 적 부대와 싸워야 했다. 공격이 격퇴된 후, 대대 진지 주변에는 수백 명의 조선인민군 병사들이 사망한 채로 남아 있었다. 한 포로는 9월 2일과 3일 동안 체크의 대대와 싸운 조선인민군 4개 대대가 1,000명을 잃었다고 추산했다.
체크의 대대는 9월 4일 밤까지 능선을 지켰고, 이후 후방에서 재편성된 제24보병연대 제1대대와 제2대대 F중대가 이를 교대했다. 제27보병연대 제1대대는 함안 동쪽 2.4km 지점의 2차 방어 위치로 이동했다. 챔프니는 자신의 지휘소를 함안으로 다시 이동시켜 마을 중심에서 서쪽으로 300m 떨어진 언덕 기슭에 배치했다.

### 침투

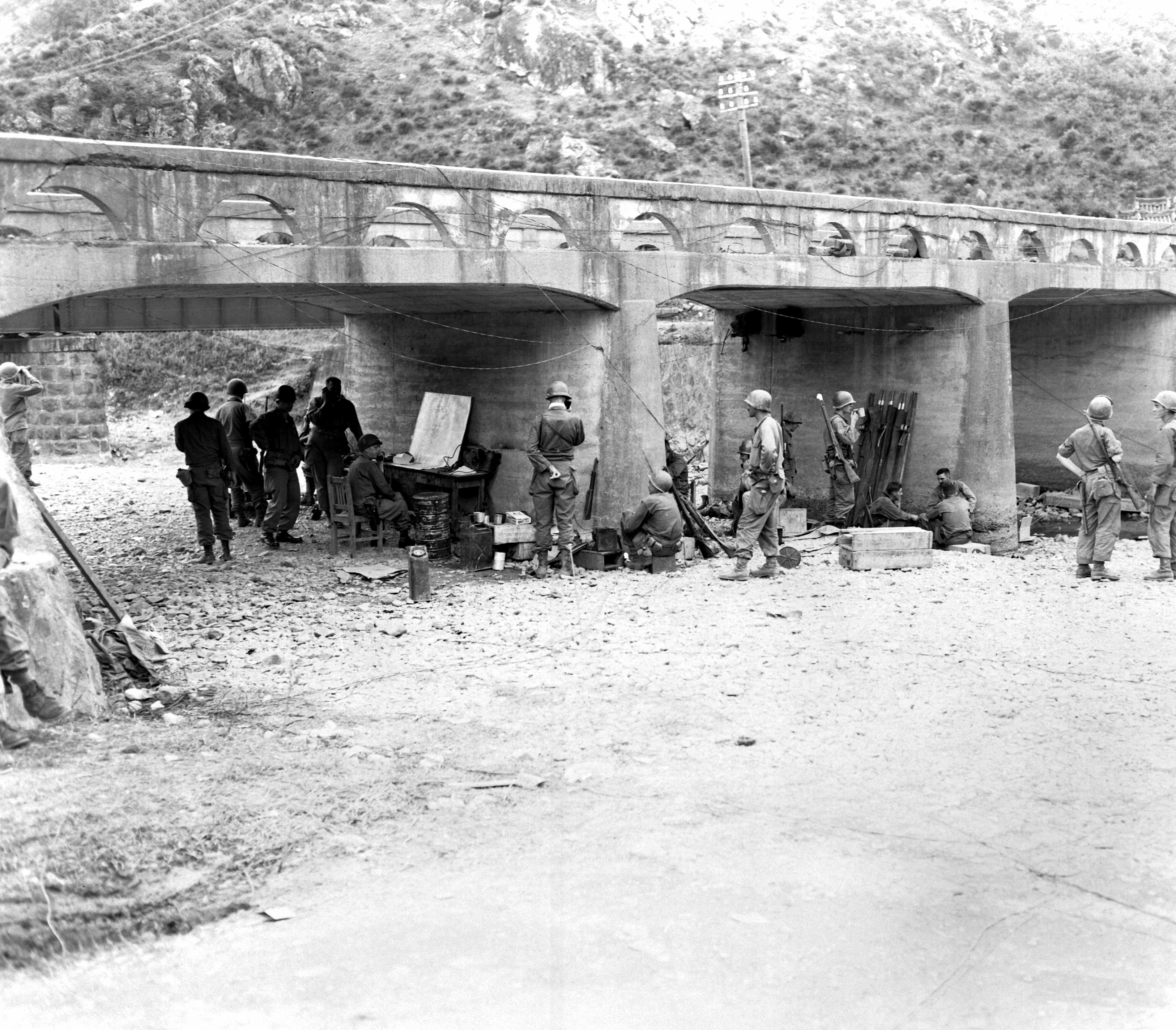
제27보병연대의 지휘소가 함안 인근 교량 아래에 있다.

9월 5일 새벽, 조선인민군 2개 중대가 함안을 다시 공격했다. 그중 일부는 함안 서쪽 언덕에 위치한 H 중대의 주둔지로 접근했다. 이곳은 제24연대 지휘소를 방어하기 위해 배치된 곳이었으나, H 중대 대원 대부분이 한 발도 쏘지 않고 포스트를 떠났다. 이 과정에서 새로 배치된 기관총 2정을 버리고 갔고, 조선인민군은 이를 점령해 연대 지휘소를 향해 사격을 가했다. 일부 조선인민군 병력은 함안 마을 안으로 침투해 연대 지휘소 약 91m 근처까지 접근했으나, 정보 및 정찰 소대가 수류탄 전투로 이들을 물리쳤다.
또한, 약 20명의 조선인민군 병력이 1대대, 24연대 지휘소 서쪽으로 몰래 접근해 수류탄을 던지고 사격을 가했다. 당시 그곳에는 대대 지휘 그룹 병력 약 45명과 대한민국 국군 신병 20명이 있었다. 조선인민군은 새벽에 물러났으나, 유진 J. 카슨 소령(대대 부지휘관)은 자신과 함께 남아있는 병력이 겨우 30명이고, 그중 7명이 부상당한 것을 확인했다. 언덕 아래를 내려다본 카슨은 논에서 약 40명이 일어나 도로차단선에 있는 탱크 쪽으로 향하는 것을 보았다. 이들은 자신들이 언덕에서 쫓겨났다고 연대에 보고했다. 지휘소 근처에 배치된 3대의 탱크가 함안에서 조선인민군을 몰아내는 데 도움을 주었다.
이 침투 당시, 백인 장교 1명과 35~40명의 아프리카계 미국인 병사들이 함안 남쪽의 도로차단선에서 물러나 2.4km 떨어진 27연대 1대대 지휘소까지 후퇴했다. 새벽 5시, 이 장교는 약 2,000명의 조선인민군 병력이 자신의 위치와 함안 근처 다른 지역, 그리고 24연대 지휘소를 점령했다고 보고했다. 이에 따라 첵 대대장은 전차 소대와 보병 소대를 함안으로 보내 상황을 파악하도록 했다. 한편, 그의 부관들은 후퇴 중인 병사 약 220명을 붙잡았고, 첵 대대장은 이들에게 탱크와 보병 소대를 따라 함안으로 복귀하라고 명령했다. 일부 병사들은 총으로 위협받고 나서야 복귀에 응했다. 전차가 이끄는 부대는 함안에 저항 없이 진입해 24연대 지휘소가 무사히 유지되고 있으며 마을이 조용한 상태임을 확인했다. 9월 6일, 챔프니는 함안 서쪽 전선 지역을 점검하던 중 저격수의 공격을 받아 중상을 입고 후송되었다. 이후 3대대장이었던 콜리가 연대장직을 이어받았다.
9월 7일 조선인민군의 침투 시도가 격퇴된 후, 함안에 대한 조선인민군의 공격은 중단되었다. 물자와 병력 부족으로 어려움을 겪던 조선인민군은 24연대가 방어하는 전투산과 35연대가 방어하는 남강 지역을 공격하는 데 집중했다. 함안에 있는 24연대 병사들은 9월 18일까지 간헐적인 탐색 공격만 받았다.

### 조선인민군 철수
9월 15일 인천 상륙 작전에서 유엔군은 조선인민군의 측면을 우회하여 주요 보급 및 증원 경로를 모두 차단했다. 9월 16일, 미 제8군이 낙동강 방어선에서 돌파 작전을 개시했을 때, 미 제25보병사단은 여전히 전선 후방에서 조선인민군 병력과 교전 중이었으며, 전투, 필봉산, 서북산의 고지대에는 조선인민군의 강력한 거점이 남아 있었다. 킨 장군은 사단 전선의 중앙에 위치한 산악 지대를 정리해야만 진주로 향하는 도로를 따라 진격할 수 있다고 판단했다. 따라서 그는 제25보병사단의 핵심 진격로는 중앙에 있다고 보았으며, 이곳에서 조선인민군가 고지대를 점령하고 매일 제24보병연대를 공격하고 있었다. 좌측의 제27보병연대와 우측의 제35보병연대는 진주와 마산 사이 도로를 따라 각각 방어선을 유지하고 있었으나, 제24보병연대 전선 상황이 개선되기 전까지는 진격할 수 없었다.
9월 19일, 유엔군은 조선인민군이 밤사이 전투산을 포기한 것을 발견했고, 제24보병연대 제1대대가 그곳을 점령했다. 우측에서는 제35보병연대가 전진을 시작했다. 경미한 저항이 있었으나, 중암리 전방의 고지에 도달했을 때 숨어있던 조선인민군 병사들이 거미구멍(spider holes)에서 나타나 제1대대 병사들을 후방에서 사격했다. 다음 날, 제1대대는 중암리를 점령했으며, 제2대대는 중암리에서 남강으로 북서쪽으로 이어지는 긴 능선을 확보했다. 한편, 조선인민군은 여전히 사단 좌측에서 강력히 저항하며 제27보병연대의 진격을 어렵게 만들었다.
조선인민군은 9월 18일에서 19일 밤 사이 마산 지역에서 철수했다. 조선인민군 제7사단은 남강 남쪽에서 철수했으며, 제6사단은 전선을 방어하기 위해 병력을 재배치했다. 제6사단의 엄호를 받으며 제7사단은 9월 19일 아침까지 남강 북쪽으로 철수했다. 이후 조선인민군 제6사단은 서북산 진지를 포기하고 철수했다. 미군 부대는 신속히 북쪽으로 추격하며 더 이상 전략적 중요성을 가지지 못한 전투산 진지를 통과했다.

## 여파
제24보병연대는 낙동강 방어선에서의 작전 동안 267명이 전사하고, 796명이 부상당했으며, 1명이 포로로 잡히고 2명이 실종되었다. 이 중 450명이 부상을 입고 150명이 전사한 전투는 전투산에서 발생한 것이었다. 제24보병연대를 지원한 제8야전포병대대는 18명이 전사하고 26명이 부상을 입었으며, 함께 지원한 제79전차대대는 2명이 전사하고 20명이 부상을 입었다.
조선인민군은 마산 전투에서 큰 손실을 입었으며, 대부분의 병력이 사상자가 되었다. 9월 중순까지 조선인민군 제7사단은 투입 당시 1만 명에서 병력이 4천 명으로 줄었고, 이는 6천 명의 손실을 의미했다. 제6사단에서는 단 2천 명만이 북한으로 복귀했으며, 이는 병력의 80%를 잃은 결과였다. 북한으로 복귀하려던 병력 중 최대 3천 명이 포로로 잡혔다. 마산 전투에 참여한 2만 명 이상의 병력은 전투 종료 시점에 6천 명만 남았다. 그러나 개별 교전에서의 손실 규모를 정확히 계산하기는 거의 불가능하다.
제24보병연대에서는 탈영 문제가 심각했으며, 8월 한 달 동안 제25보병사단은 제24보병연대의 탈영병 116명을 체포해야 했다. 이는 제27보병연대의 15명, 제35보병연대의 12명에 비해 월등히 높은 수치였다. 8월 말, 킨 소장은 몇 주 전 발생했던 상주 전에서의 부진을 포함하여 연대의 행동을 조사하기 시작했으며, 그 결과 연대의 부진한 전투 수행이 사단의 다른 부대에도 영향을 미치고 있음을 발견했다. 전투산과 함안 전투 이후, 킨은 워커 장군에게 제24연대를 해체하고 연대 병력을 다른 부대의 보충병으로 사용하는 것을 제안했다. 연대의 장교와 병사 대부분은 이 제안을 지지했으나, 워커는 연대 하나를 잃는 것을 감당할 수 없다고 판단해 이를 거부했다. 다른 부대를 강화하더라도 방어선을 모두 담당할 수 없다는 것이 워커의 판단이었다. 새롭게 연대장이 된 코를리는 연대의 전투 수행 능력을 향상시키기 위해 지휘 체계에 대대적인 변화를 도입했다. 그는 탈영병 문제를 줄이기 위해 군법 회부를 엄격히 경고하며 어느 정도 성과를 냈으나, 이로 인해 연대의 사기가 저하되는 부작용도 있었다. 코를리는 연대 신문을 창간했으며, 결국 Eagle Forward라는 이름으로 발행되었다. 이 신문은 병사들과 지휘관들 간의 소통을 촉진하는 데 기여했고, 사기 개선에도 어느 정도 효과가 있었다. 코를리는 연대에 대한 자부심을 고취시키기 위해 연대가 치른 전투의 치열함을 강조했으며, 상주 전투의 승리를 부각시키는 한편 부진했던 전투들은 최소화하려고 노력했다.